# Ahez
Az Ahez egy francia lányeqgyüttes, amely 2018-ban alakult Carhaix-Plouguerben. Ők képviselik Alvannal közreműködve Franciaországot a 2022-es Eurovíziós Dalfesztiválon Torinóban a Fulenn című dallal.

## Története
Céljuk saját bevallásuk szerint, hogy az egész Franciaországgal megismertessék a breton mitológia világát. Dalaik szövegében megjelenik a breton mitológia történeteinek elmesélése a kortárs francia költők által is alkalmazott nyelvi alakzatokkal, valamint a breton nyelv is.
Tagjai a középiskolában ismerték meg egymást. Nevüket egy mitológiai lényről, Ahesről kapták. 2018-ban kezdtek fellépni a fest-noz nevű fesztiválon, és részt vettek a 2018-as Festival Interceltique de Lorient-en az Eben együttessel.
2022. február 16-án a France Télévisions bejelentette, hogy az együttes Alvannal közreműködve egyike annak a tizenkét előadónak akik bejutottak a Eurovision France, c'est vous qui décidez! elnevezésű francia eurovíziós nemzeti döntőbe. Versenydaluk, a Fulenn ugyanezen a napon jelent meg, amely a március 6-án rendezett döntőt megnyerte, így ők képviselik Franciaországot a következő Eurovíziós Dalfesztiválon.

## Tagok
- Marine Lavigne
- Sterenn Diridollou
- Sterenn Le Guillou

## Diszkográfia

### Kislemezek
- Fulenn (2022)